# 610-е годы
610-е (шестьсо́т деся́тые) го́ды по юлианскому календарю — промежуток времени с 1 января 610 года по 31 декабря 619 года, включающий 610 год 1-го десятилетия   и с 611 по 619 годы    2-го десятилетия VII века 1-го тысячелетия.  Они закончились 1406 лет назад.

## Важнейшие события
- Первые проповеди в Мекке пророка Мухаммада (571—632) из рода Хашимитов. Мекканская знать во главе с Абу Суфьяном подвергала первых мусульман преследованиям[1].
- В Китае династия Тан (618—907) пришла на смену династии Суй (581—618) в результате переворота. Тибетская империя (618—841).
- Конец 610-х годов — вестготы отнимали в Испании у византийцев владения.
- Конец 610-х годов — стханешварский князь Харша после многолетней войны объединил под своей властью почти всю территорию бывшей Гуптской державы.